# Торричелла-Пелінья
Торричелла-Пелінья (італ. Torricella Peligna) — муніципалітет в Італії, у регіоні Абруццо,  провінція К'єті.
Торричелла-Пелінья розташована на відстані близько 150 км на схід від Рима, 85 км на південний схід від Л'Аквіли, 38 км на південь від К'єті.
Населення — 1368 осіб (2014).
Щорічний фестиваль відбувається 10 липня. 

## Демографія
Населення за роками:

Станом на 1 січня 2023 року в муніципалітеті офіційно проживало 90 іноземців з 14 країн, серед них 57 громадян країн Євросоюзу та 5 громадян України.

## Сусідні муніципалітети
- Бомба
- Колледімачине
- Джессопалена
- Лама-дей-Пеліньї
- Монтенеродомо
- Пеннадомо
- Роккаскаленья